# Aloe citrea
Aloe citrea ist eine Pflanzenart der Gattung der Aloen in der Unterfamilie der Affodillgewächse (Asphodeloideae). Das Artepitheton citrea stammt aus dem Lateinischen, bedeutet ‚zitronenartig‘ und verweist auf die zitronengelben Blüten der Art.

## Beschreibung

### Vegetative Merkmale
Aloe citrea wächst stammlos. Die etwa 16 lanzettlich spitz zulaufenden, häufig zur Spitze verdrehten Laubblätter bilden dichte Rosetten. Die dunkelgrüne Blattspreite ist bis zu 28 Zentimeter lang und 2,5 Zentimeter breit. Die grünen Zähne am Blattrand sind 3 Millimeter lang und stehen 1 bis 2 Millimeter voneinander entfernt.

### Blütenstände und Blüten
Der einfache Blütenstand erreicht eine Länge von 15 Zentimeter. Die dichten, zylindrischen Trauben sind 6 Zentimeter lang und bestehen aus etwa 25 Blüten. Die dreieckige Brakteen weisen eine Länge von weniger als 5 Millimeter auf. Die zitronengelben Blüten besitzen grüne Mittelrippen und stehen an 6 bis 8 Millimeter langen Blütenstielen. Die Blüten sind 25 Millimeter lang. Oberhalb des Fruchtknotens sind die Blüten leicht verengt und schließlich zur Mündung leicht erweitert. Ihre äußeren Perigonblätter sind auf einer Länge von etwa 5 Millimetern nicht miteinander verwachsen. Die Staubblätter und der Griffel ragen kaum aus der Blüte heraus.

### Früchte
Die Früchte sind große, gelbe Beeren.

## Systematik und Verbreitung
Aloe citrea ist im Osten von Madagaskar in Humustaschen auf Gneisfelsvorkommen in Höhen von 900 bis 1200 Metern verbreitet.
Die Erstbeschreibung als Lomatophyllum citreum durch André Guillaumin wurde 1944 veröffentlicht. Leonard Eric Newton und Gordon Douglas Rowley stellten die Art 1996 in die Gattung Aloe.

## Nachweise